# Nystatine
La nystatine est un médicament polyène antimycosique dont la structure est très proche de l'Amphotéricine B. La nystatine est utilisée par voie orale pour la décontamination intestinale des candidoses.

## Spécialités existantes en France
Auricularum (voie auriculaire)
Mycostatine (Voie orale)
Polygynax, Tergynan (Voie vaginale)

## Utilisations
Des infections à Candida cutanées, vaginales, des muqueuses et de l'œsophage peuvent être traitées par la nystatine. Les Cryptococcus (en) sont également sensibles à la nystatine.
La nystatine est souvent utilisée en prophylaxie chez des patients à haut risque pour des mycoses, telles les patients sidéens à faible taux de CD4+ ainsi que les patients sous chimiothérapie.
Elle est prescrite en unités, à des doses variant de 100 000 (pour des infections orales) à 1 million (pour des infections intestinales). 

## Découverte
La nystatine est découverte en 1950 par Rachel Fuller Brown et Elizabeth Lee Hazen.

## Divers
La nystatine fait partie de la liste des médicaments essentiels de l'Organisation mondiale de la santé (liste mise à jour en avril 2013).